# Die Stadtisten
Die Stadtisten (Eigenschreibung DIE STAdTISTEN) sind eine Wählergruppe aus Stuttgart in Baden-Württemberg.

## Gründung, Geschichte und Aktivität
Die Idee zur Gründung der Stadtisten entstand kurz nach der Hochphase der Proteste gegen Stuttgart 21. Ralph Schertlen und Wolfram Bernhard, die beide bei der Oberbürgermeisterwahl 2012 in Stuttgart kandidierten, trafen sich mit dem Musiker Thorsten Puttenat. Gegenstand der Diskussion war das Ausloten von Möglichkeiten einer stärkeren Einflussnahme auf die Kommunalpolitik. Die Verdrossenheit über eine „Politik, die sich an parteipolitischen Grundsätzen orientiert“, war dabei eine ausschlaggebende Motivation. Die Gründungsversammlung des Vereins Die Stadtisten e. V. als Wählervereinigung fand im 6. September 2013 statt, mit dem Ziel der Teilnahme an der Kommunalwahl in Baden-Württemberg 2014. Das „Stadtistische Manifest“, in dem die Grundsätze der Initiatoren zusammengefasst sind, wurde am 15. Oktober 2013 veröffentlicht. 2018 verabschiedeten die Stadtisten ihre kommunalpolitischen Positionen.

## Ziele
Nach eigenen Angaben verfolgen die Stadtisten das Ziel, die unterschiedlichen Interessen der Stuttgarter Bürger aufzugreifen und durch ausgleichendes Wirken den Pluralismus zu stärken. Die Stadtisten sehen sich nicht nur als politische Vereinigung, sondern auch als Plattform für Bürger, die sich für Stuttgart engagieren wollen. Neben den kommunalpolitischen Zielen betonen sie das bürgerschaftliche Engagement als Kernziel.

### Wirtschafts- und Sozialpolitik
Die Stadtisten stehen der „Konsumgesellschaft“ kritisch gegenüber. Sie fordern eine stärkere Regulierung des Stuttgarter Immobilienmarktes mit dem Ziel, das Angebot an Wohnungen zu vergrößern und die Mietpreise zu senken. Bürgerschaftliches Engagement soll gestärkt und unterstützt werden.

### Verkehrspolitik und Stadtentwicklung
Aus Sicht der Stadtisten ist die Stadtplanung in Stuttgart zu stark an den Wünschen der Wirtschaft ausgerichtet. Stattdessen soll eine Verbesserung der Qualität von öffentlichen Plätzen und Aufenthaltsorten eine größere Rolle spielen. Darunter verstehen die Stadtisten beispielsweise eine verstärkte Nutzung des öffentlichen Raums auch für kulturelle Angebote und dessen stärkere Ausrichtung auf die Bedürfnisse von älteren Menschen und Kindern. Darüber hinaus fordern sie eine langfristigere Perspektive der kommunalen Stadtplanung und eine direkte Beteiligung der Bürger.
Die Stadtisten wenden sich gegen die Idee der „autogerechten Stadt“. Sie weisen auch auf Probleme hin, die Stuttgart durch den motorisierten Individualverkehr entstehen können. Sie setzen auf das respektvolle Miteinander aller Verkehrsteilnehmer und fordern zudem eine Stärkung des ÖPNV sowie eine stärkere Förderung von Car- und Bikesharing. Sie setzen sich für eine bessere Verzahnung der unterschiedlichen Verkehrsträger ein und fordern, dass Stuttgart sich hierbei an bereits vorhandenen Lösungsansätzen anderer Städte orientieren soll.

### Kulturpolitik
Die Stadtisten setzen sich für eine stärkere Förderung von Gegen- und Subkultur ein. Sie fordern, dass auf durch Stuttgart 21 eventuell frei werdenden Flächen ein „Künstlerviertel“ entstehen soll, in welchem auch neue Formen des Wohnens erprobt werden können. Kleine kulturelle Initiativen und Projekte sollen mit einer Reduzierung von Auflagen seitens der Stadt gestärkt werden.

### Integrationspolitik
Die Stadtisten verstehen Vielfalt als positiven gesellschaftlichen Wert. Sie fordern zusätzliche Mittel für Barrierefreiheit im öffentlichen Raum. Angebote die den Gemeinsinn stärken, sollen gefördert werden. Sie streben mehr Bürgerbeteiligung auf der kommunalen Ebene an.

## Struktur
Träger der Wählervereinigung ist der eingetragene Verein Die Stadtisten.

## Wahlergebnisse

### 2014

#### Gemeinderat
Ralph Schertlen, Mitgründer der Stadtisten, schaffte 2014 den Einzug in den Stuttgarter Gemeinderat. Als Einzelstadtrat bildete er gemeinsam mit der Fraktionsgemeinschaft SÖS-LINKE-PluS eine Zählgemeinschaft.

#### Bezirksbeiräte
Zudem waren die Stadtisten in drei Stuttgarter Stadtbezirken im jeweiligen Bezirksbeirat vertreten (Stand Dezember 2017).
| Bezirk | Mitglied        |
| ------ | --------------- |
| Mitte  | Sebastian Erdle |
| Süd    | Jens Hermann    |
| West   | Andrea Teicke   |

### 2019

#### Gemeinderat
Bei der Gemeinderatswahl am 26. Mai 2019 erzielten die Stadtisten 2,5 % der Stimmen und stellen seitdem mit Thorsten Puttenat und Deborah Köngeter zwei Gemeinderatsmitglieder. Gemeinsam mit Ina Schumann von Die PARTEI, Verena Hübsch von Junge Liste Stuttgart und dem parteilosen Christoph Ozasek bilden sie die Fraktionsgemeinschaft PULS.

#### Bezirksbeiräte
Durch das Ergebnis der Gemeinderatswahl und die Bildung der Fraktionsgemeinschaft PULS zogen die Stadtisten 2019 in acht Bezirksbeiräte ein (Stand Oktober 2019).
| Bezirk        | Mitglied           |
| ------------- | ------------------ |
| Bad Cannstatt | Julian Proß        |
| Mitte         | Sebastian Erdle    |
| Nord          | Stefan Körblein    |
| Ost           | Katharina Doedens  |
| Süd           | Jens Hermann       |
| Vaihingen     | Christian Spindler |
| Weilimdorf    | Erik Hoffmann      |
| West          | Andrea Teicke      |
| Zuffenhausen  | Petra Vogel        |